# 価格競争
価格競争（かかくきょうそう、英: price competition）とは、商品・サービスの市場における競争のうち、価格の安さを競うもの。
「値引き競争」「値引き合戦」「価格破壊」とも称す。

## 概説
企業は、自社商品・サービスのpricing プライシング（値決め、価格設定）を行うにあたって、実際には様々な手法を採り得るが、しばしばそれを意識的・意図的に安く設定することで、顧客を多く集める手法・戦術を採ることがあり、同一市場で同様の手法をとる企業が多いと結果として、互いに競合他社よりも価格をより安くしようとしたり、他社の価格に牽制されて価格を上げたくても上げられないような、競争の状態を生む。こうした競争のことを価格競争と呼んでいる。
価格競争が起きるのは、しばしば、競争者の商品・サービス間で性能や品質などの差が小さい場合である。つまり差別化戦略が十分に行われていない時に起きる。
価格競争が行われると、たいていは商品ごとの粗利が小さくなり、営業利益を押し下げ、しばしば企業の経営状態を悪化させ、ひどい場合は企業は赤字や倒産に陥る。競合企業の全てが価格競争にばかり注力すると過熱し、しばしば泥沼のような価格競争に陥る。（とりあえず競合他社の商品を排除しようとすることに意識を向けるあまり）一時的に「採算割れ」の価格がつけられることもあり、つまり、利益が出るはずのない水準まで価格を下げたり、売れば売るほど赤字が増える状態に陥ることもある。結果として価格競争に加わった企業が共倒れになってしまうこともある。
そのような「泥沼の価格競争」「不毛な価格競争」に陥らないようにするためには、マーケティングの諸活動を行い、非価格競争を行うという方法があり、これを上手く行うことで、利益を確保できる価格設定も可能となり、あるいは高利益をもたらす高価格に設定できることすらある。しかも、これは顧客にとっても有益な商品・サービスの種類・選択肢を増やすことになり、社会全体の利益・福祉にも貢献する。
企業側は、価格競争ばかりになってからで、後手で策を考えるのではなく、先手先手で製品の差別化を図るなどの対策を講じておくことが重要であると言われている。